# Physocyclus rotundus
Physocyclus rotundus är en spindelart som beskrevs av O. Pickard-Cambridge 1898. Physocyclus rotundus ingår i släktet Physocyclus och familjen dallerspindlar.
Artens utbredningsområde är Guatemala. Inga underarter finns listade i Catalogue of Life.